# Pontelandolfo 1861. Tutta un'altra storia
Pontelandolfo 1861. Tutta un'altra storia. è un libro dello scrittore e giornalista Giancristiano Desiderio.

L'autore espone un quadro complessivo dei fatti di Pontelandolfo e Casalduni, di cui ricostruisce gli avvenimenti tramite la consultazione e lo studio di atti e documenti dell'epoca.

## Contenuto
Il testo racconta i fatti avvenuti poco dopo l'Unità d'Italia nel 1861 a Pontelandolfo e Casalduni in cui, in seguito a un'incursione brigantesca e al successivo intervento militare, morirono 45 soldati del Regio Esercito e 13 civili.
L'autore, avvalendosi di fonti storiche, da un resoconto dettagliato della vicenda. Il libro ha raggiunto la seconda edizione che è uscita con un'introduzione e un nuovo capitolo che, sulla scorta di ulteriori documenti, approfondiscono ancora i fatti e, in particolare, gettano nuova luce sui 13 morti del 14 agosto 1861.

## Edizioni
- Giancristiano Desiderio, Pontelandolfo 1861. Tutta un'altra storia., Rubbettino, 2019,  p. 147, ISBN 978-8899-913908.
- Giancristiano Desiderio, Pontelandolfo 1861. Tutta un'altra storia,  II edizione, Rubbettino, 2019, p. 159, ISBN 978-88-498-5692-7.